# Panjas
Panjas (gaskognisch Panjàs) ist eine französische Gemeinde mit 429 Einwohnern (Stand 1. Januar 2022) im Département Gers in der Region Okzitanien (vor 2016 Midi-Pyrénées). Sie gehört zum Kanton Grand-Bas-Armagnac im Arrondissement Condom. Die Einwohner werden Panjagais genannt.

## Lage
Panjas liegt etwa 60 Kilometer nordnordöstlich von Pau. Umgeben wird Panjas von den Nachbargemeinden Estang im Norden, Lias-d’Armagnac im Nordosten, Bourrouillan im Osten, Salles-d’Armagnac im Osten und Südosten, Caupenne-d’Armagnac im Süden, Laujuzan im Südwesten, Monlezun-d’Armagnac im Westen sowie Maupas im Nordwesten.

## Bevölkerungsentwicklung
| Jahr                       | 1962 | 1968 | 1975 | 1982 | 1990 | 1999 | 2006 | 2011 | 2020 |
| Einwohner                  | 627  | 559  | 518  | 437  | 447  | 398  | 372  | 384  | 418  |
| Quellen: Cassini und INSEE |      |      |      |      |      |      |      |      |      |

## Sehenswürdigkeiten
- Kirche Saint-Laurent, seit 1995/2000 Monument historique

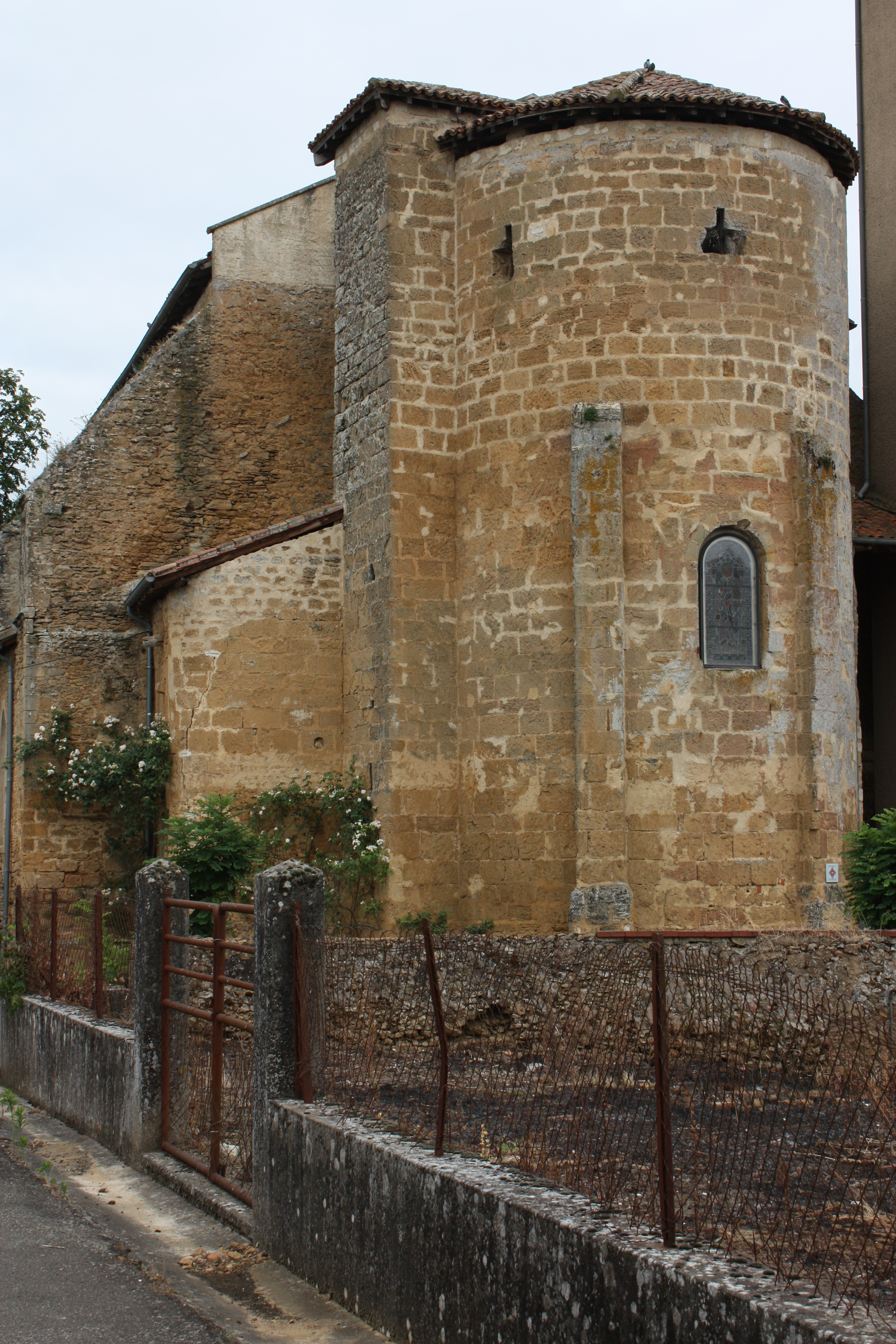
Kirche Saint-Laurent

## Persönlichkeiten
- Jeanne du Monceau de Tignonville (1555–1596), Gräfin von Panjas und Mätresse des französischen Königs Heinrich IV.